# Rhizotrogus aestivus
Rhizotrogus aestivus (Olivier, 1789) è un coleottero appartenente alla famiglia degli Scarabeidi (sottofamiglia Melolonthinae).

## Descrizione

### Adulto
R. aestivus è un insetto di medio-piccole dimensioni, oscillando tra i 14 e i 18 mm di lunghezza. Presenta un corpo tozzo e cilindrico, generalmente di color marroncino scuro. I maschi presentano l'ultimo segmento delle antenne più sviluppato rispetto a quelli delle femmine.

### Larva
Le larve assomigliano a dei vermi bianchi a forma di "C", con testa e zampe sclerficate.

## Biologia
Gli adulti compaiono nella seconda metà di aprile e sono di abitudini crepuscolari. Sono soliti frequentare radure e prati aridi dove si possono osservare i maschi volare mentre la femmina rimane a terra. Le larve si sviluppano nel terreno nutrendosi delle radici delle piante.

## Distribuzione
R. aestivus è presente in tutta l'Europa continentale, estendendosi a est fino al Caucaso. È inoltre reperibile anche in Asia minore, in Iran, in Grecia e nella Penisola balcanica.